# Quim
quim（きむ、1979年7月30日 - ）は、日本の歌手、作詞家。イオシス所属。アルバトロシクスのメンバーで、個人サークル「しがないレコーズ」の代表でもある。本業は会社員（自称「しがないリーマン」）。

## 人物
茨城県出身。北海道大学在学中に同級生のARMの誘いを受け、ロックユニット「DA-GROUND（ダ・グラウンド）」を結成。後にイオシスに加入。卒業後、一般企業に入社。傍らで音楽活動も行っている。
イオシスではマネジメント・対外的な窓口を担当しながら、ライブのMC、アルバトロシクスのボーカルの一人として存在感を持つ。パンク・ロックの影響を受けた歌唱が特徴。
2022年5月15日よりmikoとともに銚子市特別観光大使に任命される。2016年と2017年に開催された「銚子音楽フェスティバル」での活動や、2022年3月に公開された銚子市長、銚子電鉄社長、銚子市特別観光大使『リコ』のコラボによる動画「#あたいの足技みさらせやー」のプロデュースなどが評価された。

## 主な作品

### オリジナル・アルバム
- 冬／Snake&Flog（DA-GROUND名義）
- ファミコンCDDX
- 逝ってョCDテラワロス
- アルバトロシクス（以下、アルバトロシクス名義）
- Planet Liberation（収録曲「ホシヲコエテ」がUSENインディーズチャート入りを果たす）
- e
- STAR CRACKER
- ※その他イオシスの東方Projectアレンジに多数参加（チルノのパーフェクトさんすう教室など）

## Podcast
- mikoラジ（イオシス）
- アフロ放送局（イオシス）

## その他
- テレビ東京の音楽情報番組、「アニソンぷらす」にアルバトロシクスのメンバーとして出演。ちなみにそのロケ先はquim本人の当時の自宅であった。